# Isaac Ntiamoah
Isaac Ntiamoah (né le 27 octobre 1982 à Canberra) est un athlète australien, spécialiste du sprint et du relais.
Son meilleur temps sur 100 m était de 10 s 40, obtenu à Brisbane le 28 février 2008, amélioré en 2012 avec 10 s 35, tandis que sur 200 m, il a réalisé 21 s 02 en 2005.
Il aurait réalisé 10 s 14 à Sydney le 19 février 2011.
Lors des Jeux olympiques de Londres, il égale avec Anthony Alozie, Andrew McCabe et Joshua Ross le record d'Océanie du relais 4 x 100 m en 38 s 17 pour se qualifier pour la finale.